# Батово (Ленинградская область)
Ба́тово — деревня в Гатчинском муниципальном округе Ленинградской области.

## История
В Писцовой книге Водской пятины Новгородской земли 1500 года Батово упоминается в Никольском Грезневском погосте Копорского уезда.
Затем как пустошь Batouo Ödhe в Грезневском погосте в шведских «Писцовых книгах Ижорской земли» 1618—1623 годов.
На карте Ингерманландии А. И. Бергенгейма, составленной по материалам 1676 года — как деревня Potua.
На шведской «Генеральной карте провинции Ингерманландии» 1704 года — как Pottua.
Затем как деревня Батово она обозначена на карте Санкт-Петербургской губернии Я. Ф. Шмидта 1770 года.
С 1800 года Батовское поместье принадлежало матери известного русского поэта-декабриста Кондратия Фёдоровича Рылеева. Здесь прошло детство поэта до того, как в 6 лет он был зачислен в кадетский корпус. Впоследствии Рылеев часто приезжал в Батово, а его мать Анастасия Матвеевна жила здесь до своей смерти в 1824 году. К Рылееву в Батово приезжали известные декабристы А. А. Бестужев и В. К. Кюхельбекер. О пребывании в Батове свидетельствуют строки рылеевской думы «Царевич Алексей Петрович в Рожествене» 1823 года:
Страшно воет лес дремучий,
Ветр в ущелиях свистит,
И украдкой из-за тучи
Месяц в Оредеж глядит.
В настоящее время в батовском парке на берегу Оредежа находится бетонная стела с небольшим портретом поэта-декабриста. На гранитной плите надпись: «Здесь, в усадьбе Батово, 18 сентября 1795 года родился, провёл детские годы и впоследствии неоднократно бывал выдающийся поэт-декабрист Кондратий Фёдорович Рылеев». Автор проекта — архитектор колхоза имени В. И. Ленина А. А. Сёмочкин; памятник воздвигнут на месте дома, где жил Рылеев. Этот дом в Батове был деревянным одноэтажным. Помимо него в имении находились крестьянская изба, конюшни, каретный сарай и двухэтажный флигель (амбар, кладовая и чуланы). В описи 1826 года говорится, что все строения «в самом ветхом состоянии, происшедшем от времени по случаю давней постройки…». Имя Рылеева носит также местное лесничество.

БАТОВА — деревня принадлежит Тимофееву, коллежскому асессору, число жителей по ревизии: 48 м. п., 34 ж. п.
  
Да особо отмежёванная лесная дача 250 десятин. (1838 год)

В 1854 году Батово было приобретено русской дворянской семьёй Набоковых, знаменитыми представителями которой являются:
- Набоков, Дмитрий Николаевич — министр юстиции при Александре II
- Набоков, Владимир Дмитриевич — один из лидеров партии кадетов
- Набоков, Владимир Владимирович — известный русский и американский писатель

БАТОВА — деревня коллежской советницы Галченковой, по просёлочной дороге, число дворов — 13, число душ — 50 м. п. (1856 год)

БАТОВА — мыза владельческая при реке Оредежи, число дворов — 1, число жителей: 13 м. п., 16 ж. п.

БАТОВО — деревня владельческая при реке Оредежи, становая квартира, число дворов — 15, число жителей: 47 м. п., 42 ж. п. (1862 год)

В 1864—1865 годах временнообязанные крестьяне деревни выкупили свои земельные наделы у баронессы Н. А. Корф и стали собственниками земли.
Согласно материалам по статистике народного хозяйства Царскосельского уезда 1888 года мыза Батово площадью 771 десятина принадлежала жене действительного тайного советника М. Ф. Набоковой, она была приобретена до 1868 года, в мызе имелась оранжерея.
В конце XIX — начале XX века деревня административно относилась к Рождественской волости 2-го стана Царскосельского уезда Санкт-Петербургской губернии.
По данным «Памятной книжки Санкт-Петербургской губернии» за 1905 год мыза Батово площадью 741 десятина принадлежала жене статс-секретаря и члена Государственного Совета, Марии Фердинандовне Набоковой.

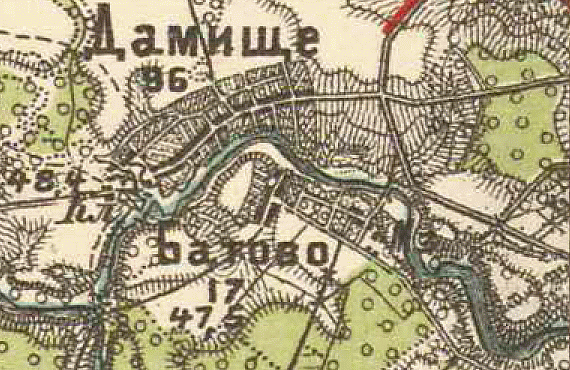
План деревни Батово. 1913 год

В 1913 году поместье было продано акционерному обществу «Строитель» для устройства лесопильного завода. Деревня Батово тогда насчитывала 17 дворов.
С 1917 по 1923 год деревня Батово входила в состав Даймищенского сельсовета Рождественской волости Детскосельского уезда.
С 1923 года в составе Гатчинского уезда.
Согласно данным переписи населения СССР 1926 года в деревне Батово Даймищенского сельсовета Рождественской волости Троцкого уезда проживали 203 человека, большинство русские, а также эстонцы. Однако согласно данным справочника истории административно-территориального деления Ленинградской области население деревни Батово в 1926 году составляло 166 человек.
С 1927 года в составе Гатчинского района.
По административным данным 1933 года деревня Батово входила в состав Даймищенского сельсовета Красногвардейского района.
В 1940 году население деревни Батово составляло 76 человек.

Деревня Батово на карте 1940 года

Согласно топографической карте РККА 1940 года деревня насчитывала 52 двора.
C 1 августа 1941 года по 31 декабря 1943 года деревня находилась в оккупации.
С 1954 года в составе Рождественского сельсовета.
В 1960-е годы по соседству с деревней была построена птицефабрика «Заводская», ныне — агрокомплекс «Оредеж». При фабрике имеется посёлок из 5-этажных жилых домов.
По данным 1966, 1973 и 1990 годов деревня Батово входила в состав Рождественского сельсовета Гатчинского района.
В 1997 году в деревне проживали 1504 человека, в 2002 году — 1487 человек (русские — 91%), в 2007 году — 1464, в 2010 году — 1439.

## География
Деревня расположена в юго-западной части района на автодороге 41К-484 (подъезд к дер. Батово).
Расстояние до административного центра поселения, села Рождествено — 5 км.
Расстояние до ближайшей железнодорожной станции Сиверская — 12 км.
Деревня находится на правом берегу реки Оредеж.

## Демография
| 1838  | 1862  | 1926 | 1940 | 1997  | 2007  | 2010  |
| ----- | ----- | ---- | ---- | ----- | ----- | ----- |
| 82    | ↗118  | ↗166 | ↘76  | ↗1504 | ↘1464 | ↘1439 |
| 2011  | 2017  |      |      |       |       |       |
| ↗1499 | ↘1488 |      |      |       |       |       |

### Национальный состав
Согласно данным Всероссийской переписи населения 2021 года в деревне проживали 1515 человек, из них:
 русские — 1443, финны-ингерманландцы — 6, азербайджанцы — 3, узбеки — 3, украинцы — 1, другие национальности — 20 человек, остальные национальность не указали.

## Предприятия и организации
- Магазины, парикмахерская
- Аптечный и фельдшерско-акушерский пункты
- Отделение почтовой связи
- Ясли-сад
- Культурно-досуговый центр
- Библиотека
- ЗАО Агрокомплекс «Оредеж» — сельскохозяйственная продукция

## Транспорт
Деревня расположена к западу от автодороги М20 (E 95) Санкт-Петербург — Псков — граница с Беларусью.
Ближайшая железнодорожная станция — Сиверская, находится к северо-западу от деревни.
От Гатчины до Батово можно доехать на автобусе № 531, от Сиверской — на автобусах № 121-Т, 500 и 502.

## Достопримечательности
В XIX — начале XX века в деревне располагалась усадьба, в которой родился и провёл детские годы поэт, декабрист Кондратий Фёдорович Рылеев. Усадьба сгорела в 1923 году. Сохранилась часть приусадебного парка.

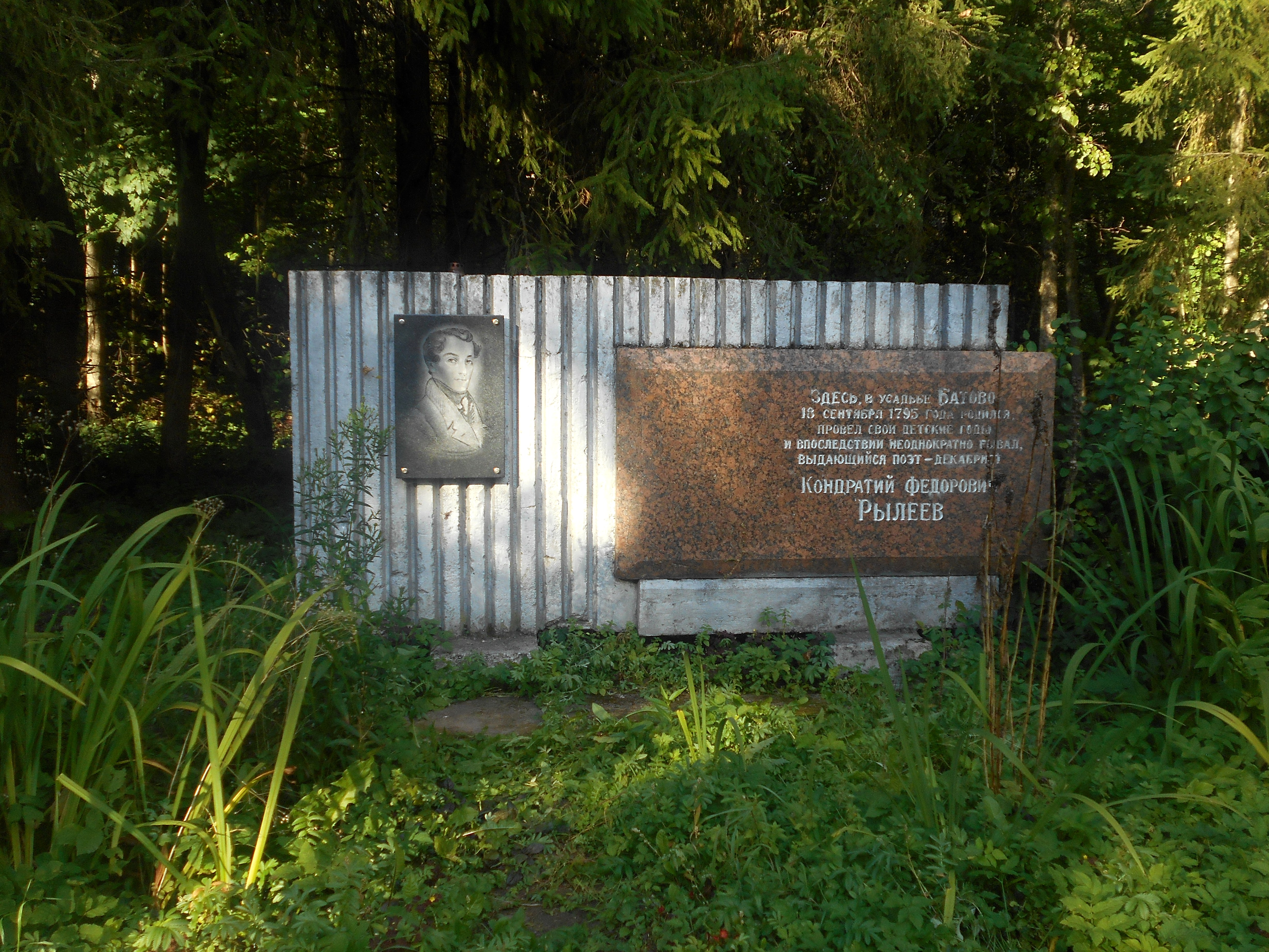
Памятник К. Ф. Рылееву
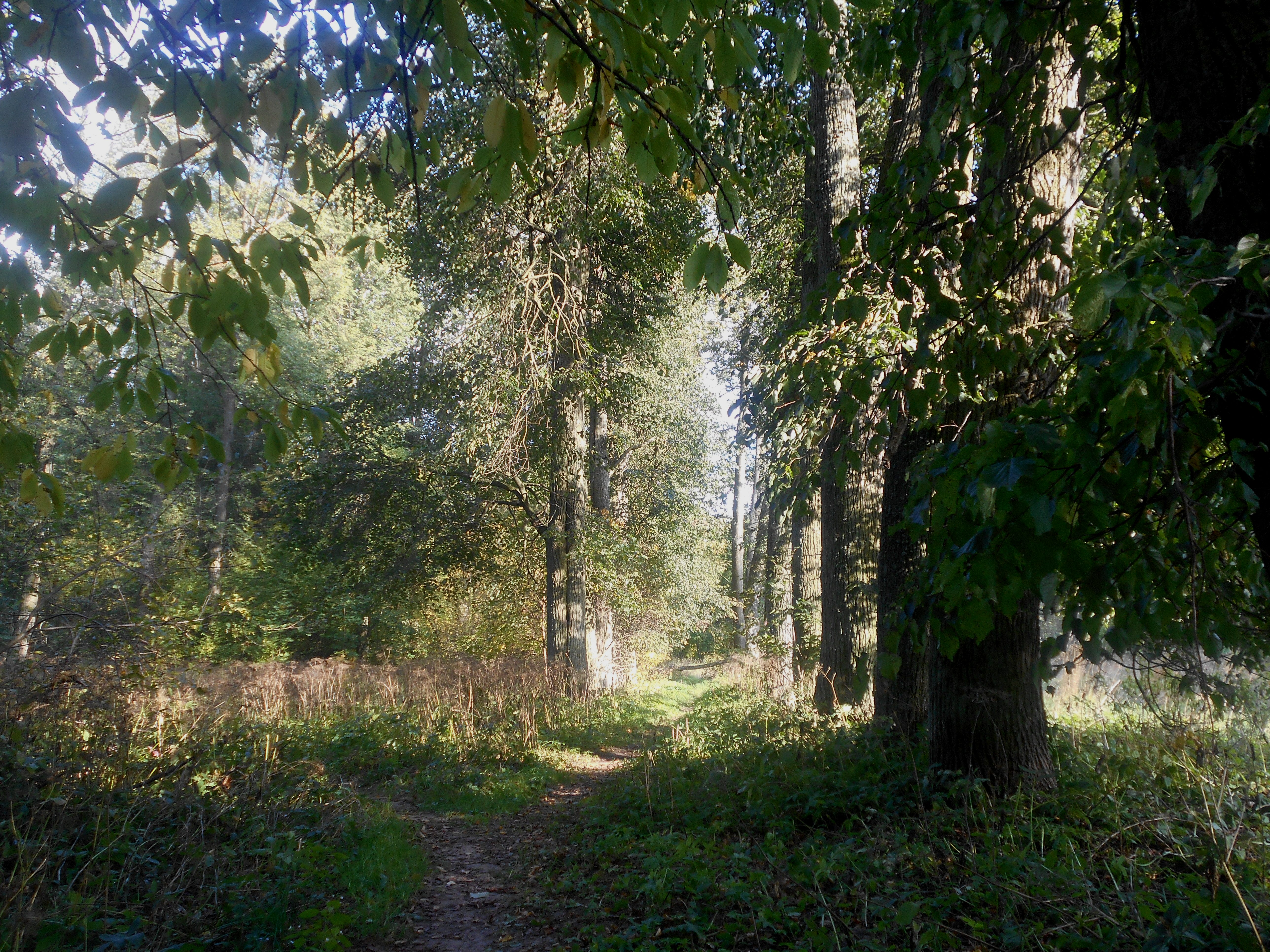
Парк в Батово
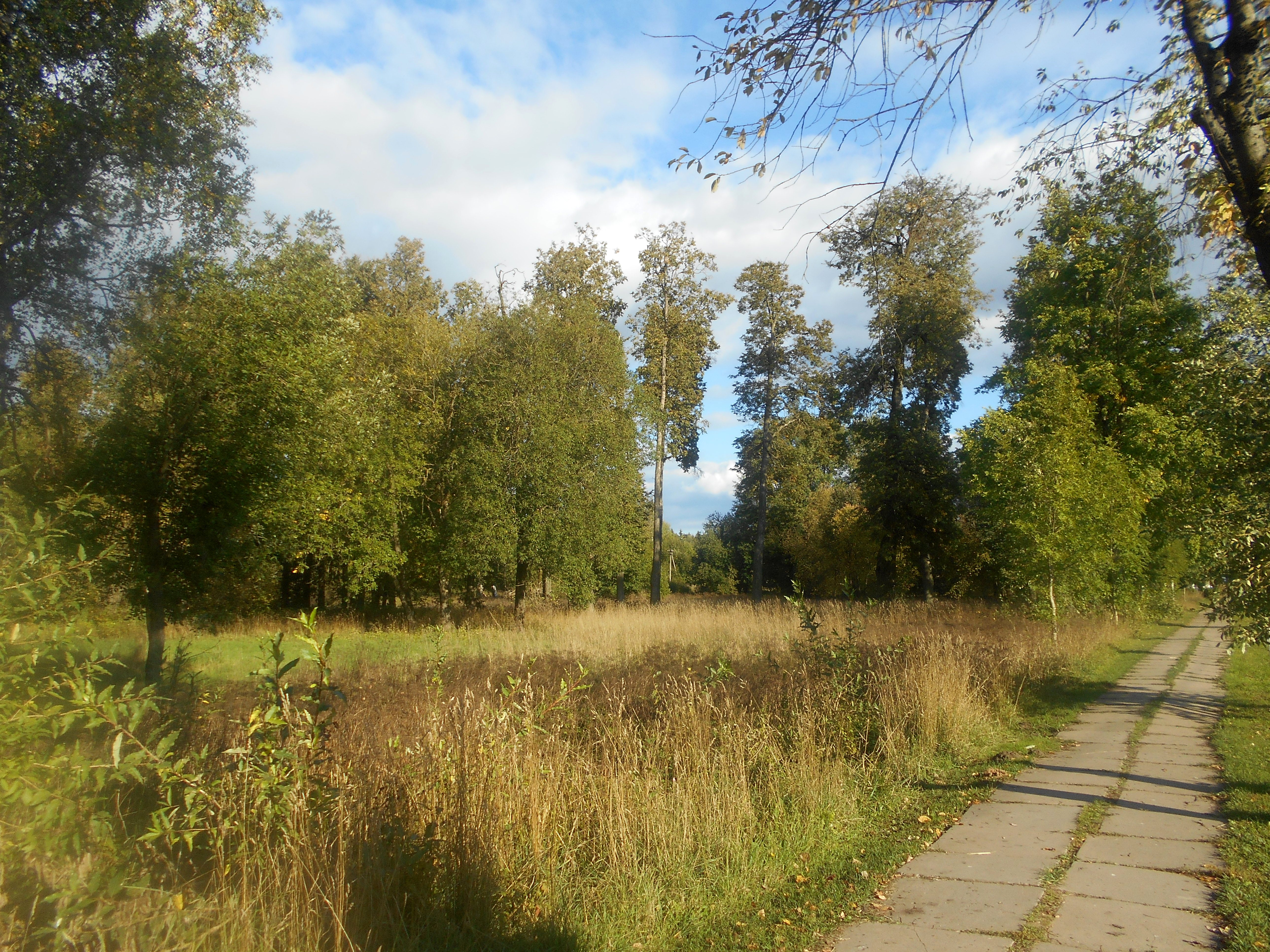
Парк в Батово

## Фото

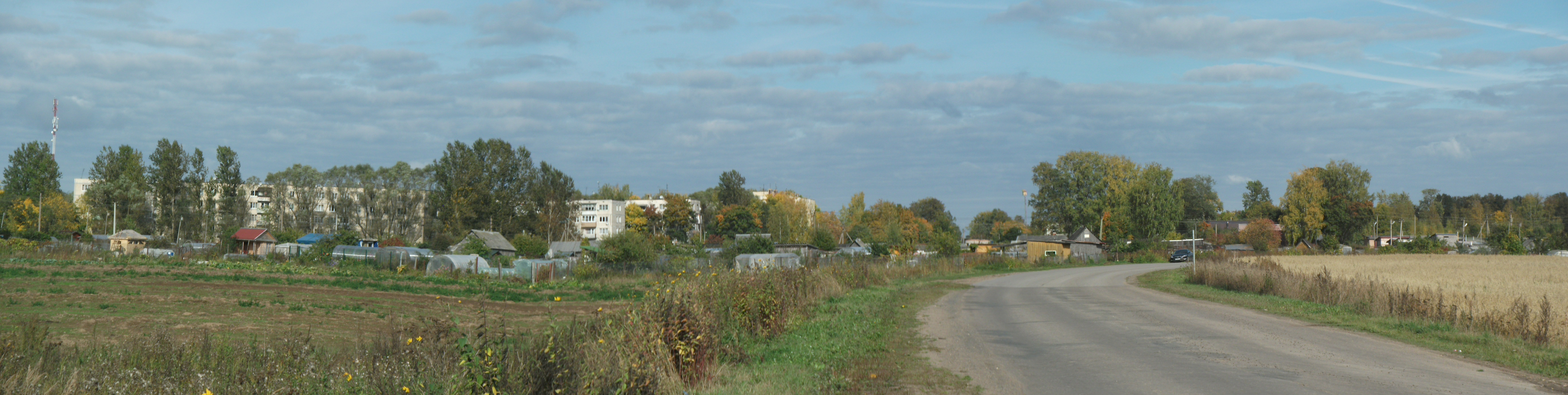
Панорама деревни Батово

## Улицы
Застройка деревни представлена улицей деревянных домов послевоенной постройки и посёлком рабочих птицефабрики, состоящим из типовых пятиэтажек.
Территориально Батову подчинены:
- садоводство «Иленка» (в окрестностях Даймища)
- садоводство «Рябинушка» (по дороге на Рождествено)